# Strengita
La strengita és un mineral de la classe dels fosfats que pertany al grup de la variscita. Rep el nom de l'alemany Johann August Streng (1830-1897).

## Característiques
La strengita és un fosfat de fórmula química FePO₄·2H₂O. Cristal·litza en el sistema ortoròmbic. La seva duresa a l'escala de Mohs es troba entre 3,5 i 4. És una espècie dimorfa de la fosfosiderita. Forma una sèrie de solució sòlida amb la variscita, i és l'anàleg amb fosfat de l'escorodita.
Segons la classificació de Nickel-Strunz pertany a «08.CD: Fosfats sense anions addicionals, amb H₂O, només amb cations de mida mitjana, amb proporció RO₄:H₂O = 1:2» juntament amb els següents minerals: kolbeckita, metavariscita, fosfosiderita, mansfieldita, escorodita, variscita, yanomamita, parascorodita, ludlamita, sterlinghil·lita i rollandita.
La strengita alumínica és una varietat d'aquesta espècie en que l'alumini, una impuresa típica d'aquest mineral, reemplaça el ferro (III).

## Formació i jaciments
Va ser descoberta a la mina Eleonore, una antiga mina de ferro situada uns 2 km al nord-oest de Bieber i a uns 10 km al nord-est de Wetzlar, dins la regió de Giessen (Hessen, Alemanya). Als territoris de parla catalana ha estat descrita al camp de pegmatites de Cotlliure (Rosselló, Catalunya del Nord), a les mines de Bruguers (Gavà, Baix Llobregat) i al Turó de Montcada (Montcada i Reixac, Vallès Occidental).
Al planeta Mart el rover Curiosity va trobar uns nóduls d'un fosfat no identificat al cràter Gale, i que els científics creuen que podria tractar-se de strengita o bé de fosfosiderita.